# Bertel Nygård
Bertel Johannes Nygård, född 26 maj 1948 i Vörå, är en pensionerad finlandssvensk journalist.
Nygård var redaktör vid Österbottniska Posten 1978–1982 och blev kulturchef på Vasabladet 1982. Han svarade för en kvalitetsinriktad kulturjournalistik där olika åsikter bröts i öppen debatt. Stor publik hade spalten Lugna gatan, där han satiriskt behandlade samhällsfenomen både ur ett regionalt, allmänt finlandssvenskt och nationellt perspektiv. Nygård gick i pension 2013. Han är utbildad biokemist.
Han tilldelades Choraeuspriset av Olof och Siri Granholms stiftelse år 2009.